# Parts per billion
Parts per billion, ook wel bekend onder de Engelse afkorting ppb, is een natuurkundige eenheid die staat voor delen per miljard. Een massafractie van 1 µg/kg kan bijv. als 1 ppb geschreven worden. 
Deze maat is duizend keer kleiner dan de parts per million (ppm) en een miljoen keer kleiner dan de promille en wordt vooral gebruikt in de analytische chemie
Voor een aantal stoffen bestaan detectiemethoden die zo gevoelig zijn dat dit soort concentraties inderdaad kunnen worden gemeten.